# Санкт-Штефан (Берн)
Санкт-Штефан (нім. St. Stephan BE) — громада  в Швейцарії в кантоні Берн, адміністративний округ Оберзімменталь-Заанен.

## Географія
Громада розташована на відстані близько 50 км на південь від Берна.
Санкт-Штефан має площу 60,9 км², з яких на 2,4% дозволяється будівництво (житлове та будівництво доріг), 50,7% використовуються в сільськогосподарських цілях, 31,6% зайнято лісами, 15,3% не є продуктивними (річки, льодовики або гори).

## Демографія
2019 року в громаді мешкало 1330 осіб (-3,1% порівняно з 2010 роком), іноземців було 8,9%. Густота населення становила 22 осіб/км².
За віковим діапазоном населення розподілялося таким чином: 19,2% — особи молодші 20 років, 56% — особи у віці 20—64 років, 24,7% — особи у віці 65 років та старші. Було 585 помешкань (у середньому 2,2 особи в помешканні).
Із загальної кількості 675 працюючих 231 був зайнятий в первинному секторі, 209 — в обробній промисловості, 235 — в галузі послуг.